# Nicolas Jounin
Nicolas Jounin est un sociologue français né en 1981, enseignant à l'université Paris 8.

## Parcours
Nicolas Jounin suit des études de sciences politiques et à l’UFR de sociologie de l'université Paris 7 Diderot. En 2006, il soutient une thèse de doctorat en anthropologie sous la direction d'Alain Morice. Celle-ci s'intitule : Loyautés incertaines : les travailleurs du bâtiment entre discrimination et précarité,.
Il est ensuite recruté comme enseignant-chercheur à l'université Paris 8 Vincennes Saint-Denis au Centre de recherches sociologiques et politiques de Paris (CRESPPA). Il est aussi membre associé à l’Unité de recherche « migrations et société » du CNRS (URMIS).
Il est spécialisé en sociologie du travail et des migrations. Ses thèmes de recherche portent sur les dynamiques d’externalisation et de précarisation du travail, l’immigration et les relations interethniques.

## Travaux
Les travaux de Nicolas Jounin reposent sur l'ethnographie, c'est-à-dire des enquêtes au long cours reposant sur une immersion de longue durée sur le terrain d'enquêtes. Il s'appuie en particulier sur la méthode de l'observation participante. Ainsi, pour mener son enquête Chantier interdit au public, il a travaillé comme intérimaire sur les chantiers du bâtiment en région parisienne. Il s'inscrit dans la méthodologie de l'enquête de terrain et de l'ethnographie sociologique formalisée par Stéphane Beaud et Florence Weber.
En 2014, en encadrant un travail d'étudiants de Seine-Saint-Denis menant une enquête sur les classes dominantes, il pousse la logique pour mettre en évidence la relation habituelle de pouvoir dans les études anthropologique ou sociologiques. Parmi ses autres publications, il a notamment coordonné un article écrit avec ses étudiants sur la pratique du contrôle au faciès dans la police française.
Pour son ouvrage Le caché de la Poste, il couple une enquête par immersion à couvert de cinq semaines au centre de distribution du courrier de Nanteuil et des entretiens sociologiques plus classiques.

## Engagements
Nicolas Jounin est militant syndical à la CGT.
En 2016, pendant les manifestations contre la loi travail, il est accusé de violences envers un policier. Il nie les faits reprochés et accuse au contraire des policiers de l'avoir frappé. Il est condamné le 3 novembre 2016 par le tribunal de Bobigny, mais relaxé le 24 janvier 2020 par la cour d'appel de Paris.

## Ouvrages
En dehors de ses articles dans des revues universitaires, Nicolas Jounin a publié plusieurs ouvrages destinés au grand public :
- Nicolas Jounin, Chantier interdit au public : Enquête parmi les travailleurs du bâtiment, Paris, La Découverte, 2009, 280 p. (ISBN 9782707158420, présentation en ligne)
  - Ouvrage adapté en bande dessinée par Claire Braud en 2016 dans la collection Sociorama de Casterman[11].
- Nicolas Jounin, Pierre Barron, Sébastien Chauvin, Lucie Tourette et Anne Bory, On bosse ici, on reste ici ! La grève des sans-papiers : une aventure inédite, Paris, La Découverte, 2011, 312 p. (ISBN 9782707167873, présentation en ligne)
- Nicolas Jounin, Voyage de classes : des étudiants de Seine-Saint-Denis enquêtent dans les beaux quartiers, Paris, La Découverte, 2014, 256 p. (ISBN 9782707183217, présentation en ligne)
- Nicolas Jounin et Lucie Tourette, 2014 : Marchands de travail, Paris, Seuil, 2014, 96 p. (ISBN 9782370210630, présentation en ligne)
- Nicolas Jounin, Le caché de La Poste : Enquête sur l'organisation du travail des facteurs, Paris, La Découverte, 2021, 384 p. (ISBN 9782348059940, présentation en ligne)[12]

Nicolas Jounin a été invité par des médias sur ses sujets d'expertise, notamment Mediapart, France Inter et France Culture,.

## Récompense
- Prix La Ville à lire, décerné par la revue Urbanisme et France Culture, reçu en 2009 pour Chantier interdit au public[15].